# Nekrolog 1456
Nekrolog
◄◄
| ◄
| 1452
| 1453
| 1454
| 1455
| 1456 | 1457 | 1458 | 1459 | 1460 | ► | ►►
Weitere Ereignisse | Allgemeiner Nekrolog 1456
Die Beschreibung der verstorbenen Person sollte so kurz wie möglich gehalten sein und nur deren signifikante Tätigkeit(en) enthalten.
Neue Namen ggf. auch unter dem Geburts- und Sterbedatum, also etwa unter 1. Januar und im Geburts- und Sterbejahr (2024) eintragen (nur bei entsprechender großer Wichtigkeit). Für Beispiele siehe die schon vorhandenen Artikel.
Außerdem über die fünf zuletzt Verstorbenen, zu denen es einen ausreichend guten Artikel für eine Präsentation auf der Hauptseite gibt, nach der todesbedingten Überarbeitung der Artikel ggf. auch unter Wikipedia Diskussion:Hauptseite informieren und sie am besten auch in den anderen Wikipedia-Sprachversionen eintragen. Tipp: Regelmäßig bei news.google.de nach „ist tot“, „gestorben“ oder „verstorben“ suchen.
Wenn eine Person gestorben ist, gibt es viele Seiten zu dieser Person in der Wikipedia, die davon auch betroffen sind und entsprechend aktualisiert werden müssen. Beispiele: Namenübersichtsseite, Geburtsjahr, Geburtsort-Seiten und viele mehr.
Wie finde ich die betroffenen Seiten?
Im Suchfeld auf der linken Seite gibt man den Suchbegriff so ein: „Vorname Nachname“. Dann klickt man auf Volltext und alle Seiten mit entsprechendem Suchtext werden aufgerufen. Hier sieht man dann schnell, wo auch das Todesjahr Sinn macht oder sogar ein Teil des Artikels angepasst werden muss. Auch hilft das „Werkzeug“ auf der linken Seite sehr gut, um solche Seiten aufzufinden: „Links auf diese Seite“. Somit ist die Wikipedia wieder aktuell in allen Bereichen! Hinweis: bei Eintragung der Kategorie „Gestorben JAHR“ wird der Missbrauchsfilter 49 ausgelöst, was jedoch nicht schlimm ist. Siehe: Spezial:Missbrauchsfilter/49
Dies ist eine Liste von im Jahr 1456 verstorbenen bekannten Persönlichkeiten. Die Einträge erfolgen innerhalb der einzelnen Daten alphabetisch sortiert. Tiere sind im Nekrolog für Tiere zu finden.

## Januar
| Tag        | Name                              | Beruf, bekannt als                              | Alter | Beleg |
| ---------- | --------------------------------- | ----------------------------------------------- | ----- | ----- |
| 4. Januar  | Ralph Cromwell, 3. Baron Cromwell | englischer Staatsmann, „Lord Treasurer“         |       |       |
| 8. Januar  | Lorenzo Giustiniani               | italienischer katholischer Bischof und Heiliger | 72    |       |
| 17. Januar | Elisabeth von Lothringen          | Wegbereiterin des Prosaromans                   |       |       |

## Februar
| Tag        | Name            | Beruf, bekannt als  | Alter | Beleg |
| ---------- | --------------- | ------------------- | ----- | ----- |
| 6. Februar | Peter II. Nowag | Bischof von Breslau |       |       |

## März
| Tag     | Name                              | Beruf, bekannt als                                     | Alter | Beleg |
| ------- | --------------------------------- | ------------------------------------------------------ | ----- | ----- |
| 1. März | Bernhard Wenzeslaus von Pransnitz | Titularbischof von Symbalon und Weihbischof in Breslau |       |       |

## April
| Tag   | Name           | Beruf, bekannt als  | Alter | Beleg |
| ----- | -------------- | ------------------- | ----- | ----- |
| April | Watkyn Vaughan | walisischer Adliger |       |       |

## Mai
| Tag     | Name                | Beruf, bekannt als                                      | Alter | Beleg |
| ------- | ------------------- | ------------------------------------------------------- | ----- | ----- |
| 1. Mai  | Hugo von Lannoy     | Angehöriger des westflämischen Adels                    |       |       |
| 16. Mai | Anna von Plesse     | Äbtissin im Stift Freckenhorst und im Stift Neuenheerse |       |       |
| 28. Mai | Jakob I. von Sierck | Erzbischof und Kurfürst von Trier (1439–1456)           |       |       |

## Juli
| Tag      | Name          | Beruf, bekannt als | Alter | Beleg |
| -------- | ------------- | ------------------ | ----- | ----- |
| 21. Juli | Titus Dugović | serbischer Soldat  |       |       |

## August
| Tag        | Name           | Beruf, bekannt als                            | Alter | Beleg |
| ---------- | -------------- | --------------------------------------------- | ----- | ----- |
| 11. August | Johann Hunyadi | transsilvanischer Staatsmann und Heeresführer |       |       |

## Oktober
| Tag         | Name                   | Beruf, bekannt als                                              | Alter | Beleg |
| ----------- | ---------------------- | --------------------------------------------------------------- | ----- | ----- |
| 1. Oktober  | Antonius de Tosabeciis | Bischof von Chur                                                |       |       |
| 3. Oktober  | Walram von Moers       | erwählter Bischof von Utrecht und Münster                       |       |       |
| 17. Oktober | Nicholas Grenon        | franko-flämischer Komponist, Sänger, Kleriker und Musikpädagoge |       |       |
| 23. Oktober | Johannes Capistranus   | italienischer Wanderprediger                                    | 70    |       |
| 29. Oktober | Wenzel                 | Herzog von Ratibor und Jägerndorf                               |       |       |

## November
| Tag          | Name                              | Beruf, bekannt als                                         | Alter | Beleg |
| ------------ | --------------------------------- | ---------------------------------------------------------- | ----- | ----- |
| 1. November  | Edmund Tudor, 1. Earl of Richmond | englischer Peer, Vater König Heinrichs VII. von England    |       |       |
| 9. November  | Ulrich II.                        | gefürsteter Graf von Cilli                                 |       |       |
| 25. November | Jacques Cœur                      | französischer Kaufmann und Geldgeber (Finanzier) der Krone |       |       |
| 28. November | Johann Tiergart                   | Bischof von Kurland und Priester des Deutschen Ordens      |       |       |

## Dezember
| Tag          | Name                  | Beruf, bekannt als                                                       | Alter | Beleg |
| ------------ | --------------------- | ------------------------------------------------------------------------ | ----- | ----- |
| 4. Dezember  | Charles I. de Bourbon | Herzog von Bourbon; Herzog von Auvergne; Graf von Clermont-en-Beauvaisis |       |       |
| 17. Dezember | Hermann Darsow        | Ratsherr der Hansestadt Lübeck                                           |       |       |

## Datum unbekannt
| Tag | Name                    | Beruf, bekannt als                                                                                    | Alter | Beleg |
| --- | ----------------------- | --- | ----- | ----- |
|     | Đurađ Branković         | serbischer Fürst                                                                                      |       |       |
|     | Albrecht Huxer          | deutscher Fernkaufmann, Reeder und Bürgermeister der Rechtstadt Danzig                                |       |       |
|     | Juan de Mena            | spanischer Dichter                                                                                    |       |       |
|     | Ngorchen Künga Sangpo   | tibetischer Buddhist eines der drei tantrischen Zweige der Sakya-Tradition, Gründer des Ngor-Klosters |       |       |
|     | Peter Payne             | englischer, in Böhmen wirkender Reformator                                                            |       |       |
|     | Reinhard von Helmstatt  | Bischof von Speyer                                                                                    |       |       |
|     | Rudolf von Ringoltingen | Schultheiss von Bern und Herr zu Landshut                                                             |       |       |
|     | Guillem Sagrera         | spanischer Bildhauer und Architekt                                                                    |       |       |
|     | Jakob Seger             | Priester und Offizial in Köln                                                                         |       |       |
|     | Philippe de Ternant     | Kammerherr des Herzogs Philipp des Guten von Burgund                                                  |       |       |